# Vera Krepkina
Vera Samoïlovna Krepkina (en russe : Вера Самойловна Крепкина), née Kalachnikova (Калашникова) le 16 avril 1933 à Kotelnitch (république socialiste fédérative soviétique de Russie, URSS) et morte le 25 avril 2023 à Kiev (Ukraine), est une athlète ukrainienne ayant représenté l'URSS dans les épreuves de sprint et de saut en longueur.

## Biographie
Le 20 septembre 1953 à Budapest, Vera Krepkina établit un nouveau record du monde du 4 × 100 m en 45 s 6, aux côtés de ses coéquipières soviétiques Sinaida Safronova, Nadezhda Khnykina et Irina Turova.
Aux championnats d'Europe de 1954, elle décroche la médaille d'or du relais 4 × 100 m.
Quatre ans plus tard, lors des championnats d'Europe de 1958 à Stockholm, elle est médaillée d'argent de l'épreuve du 100 m, devancée par la Britannique Heather Armitage, et médaillée d'or de l'épreuve du 4 × 100 m en établissant un nouveau record d'Europe en 45 s 3.
Le 13 septembre 1958 à Kiev, elle égale le record du monde du 100 m de l'Australienne Shirley Strickland en 11 s 3.  
Elle est également championne olympique aux jeux de 1960 à Rome au saut en longueur, compétition où elle bat la tenante du titre, la Polonaise Elżbieta Krzesińska.

## Palmarès

### Jeux olympiques d'été
- Jeux olympiques de 1952 à Helsinki,  Finlande
  - 4e du relais 4 × 100 mètres.
- Jeux olympiques de 1956 à Melbourne,  Australie
  - 4e du relais 4 × 100 mètres.
- Jeux olympiques de 1960 à Rome,  Italie
  -  Médaille d'or du saut en longueur
  - 4e du relais 4 × 100 mètres.

### Championnats d'Europe d'athlétisme
- Championnats d'Europe 1954 à Berne,  Suisse
  -  Médaille d'or du relais 4 × 100 mètres.

- Championnats d'Europe 1958 à Stockholm,  Suède
  -  Médaille d'or du relais 4 × 100 mètres.
  -  Médaille d'argent du 100 mètres

### Autres
- Récompensée de l'Ordre de Lénine en 1960